# Mala Grabovnica (Brus)
Mala Grabovnica (Servisch cyrillisch Мала Грабовница) is een plaats in de Servische gemeente Brus. De plaats telt 182 inwoners (2002).